# 皮克塞格德

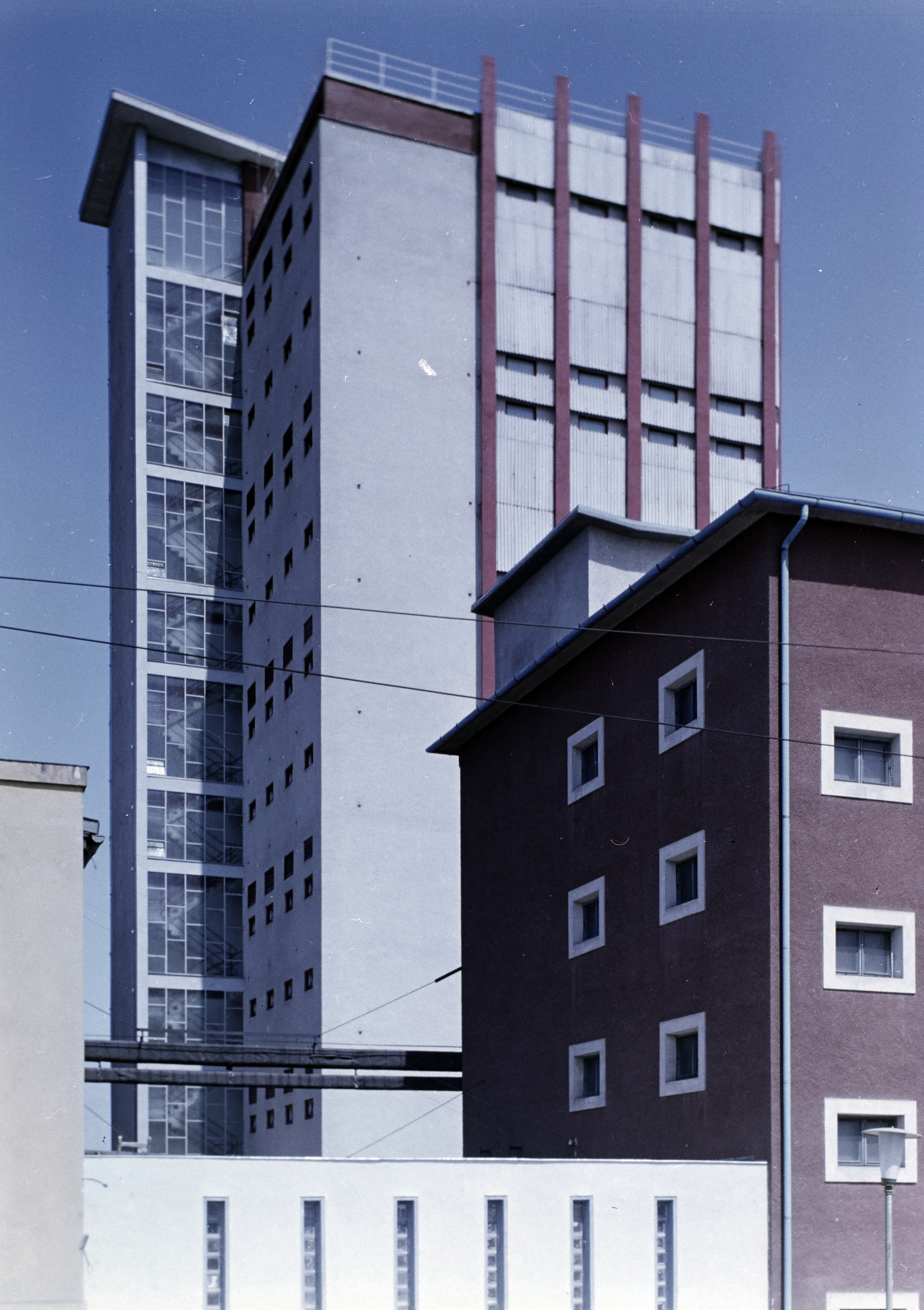
皮克塞格德公司的部分外景

皮克塞格德（Pick Szeged）是一家匈牙利食品公司。曾发明冬季萨拉米香肠。公司成立于1869年。至今总部仍然设在匈牙利的塞格德市。